# Isertia spiciformis
Isertia spiciformis är en måreväxtart som beskrevs av Dc.. Isertia spiciformis ingår i släktet Isertia och familjen måreväxter. Inga underarter finns listade i Catalogue of Life.